# Qatar Motor Show
Le Qatar Motor Show est un salon automobile international annuel organisé de 2011 à 2017 à Doha, capitale du Qatar. Il était fréquenté par plus de 100 000 visiteurs.

## Historique
Ce salon était organisé par l’Autorité du Tourisme du Qatar (ACQ), sous le patronage du prince Hamad ben Jassem al-Thani, alors Premier ministre du Qatar et ministre des affaires étrangères.
Il exposait durant cinq jours au Doha Convention Center de Doha (QNCC) les voitures de 25 des plus importantes marques automobiles du monde avec une inclinaison vers le segment du luxe, dont Ferrari, Aston Martin, Bentley, Bugatti, Porsche, Lamborghini, Maserati, Jaguar, McLaren, Audi, BMW, Land Rover, Volkswagen, Ford, Renault, Mercedes-Benz, Infiniti, Nissan, Toyota, Lexus, Chevrolet, Cadillac, Jeep, Chrysler, Dodge, etc.